# 石見三隅インターチェンジ
石見三隅インターチェンジ（いわみみすみインターチェンジ）は、島根県浜田市にある山陰自動車道（浜田三隅道路）のインターチェンジである。

## 接続する道路
- 国道9号

## 歴史
計画段階での仮称は「三隅」であった。
- 2016年（平成28年）12月18日 : 西村IC - 石見三隅IC間開通に伴い供用開始[2]。
- 2025年（令和7年）度 : 三隅・益田道路石見三隅IC - 遠田IC間開通予定[3][注釈 1]。

## 周辺
- 三保三隅駅（JR西日本山陰本線）
- 三隅港

## 料金所
無料区間のため、設置されていない。

## 隣
E9 山陰自動車道
西村IC - 石見三隅IC - 岡見IC（事業中）